# Pomnik Władysława Jagiełły w Leżajsku
Pomnik Władysława Jagiełły w Leżajsku – odlany z brązu pomnik króla Władysława Jagiełły znajdujący się na Rynku w Leżajsku.
Pomnik został wzniesiony w 1997 roku z okazji obchodów 600-lecia opracowania 28 grudnia 1397 roku dokumentu lokacyjnego nadającego wsi Leżajsk prawo miejskie magdeburskie przez króla Władysława Jagiełłę i jego kancelarię królewską.  Autorem projektu jest Mariusz Kulpa.